# Dave Hutchinson
Dave Hutchinson (ur. 19 grudnia 1960 w Sheffield) – brytyjski autor science fiction. Studiował na University of Nottingham. Początkowo zajmował się dziennikarstwem, pisał dla The Weekly News i Dundee Courier przez prawie 25 lat. Jego najbardziej znanymi utworami są wielokrotnie nagradzane powieści z cyklu Pęknięta Europa.

## Wczesna twórczość
Przed ukończeniem 21 lat opublikował cztery zbiory opowiadań pod nazwiskiem David Hutchinson: Thumbprints (1978), Fools' Gold (1979), Torn Air (1980) oraz The Paradise Equation (1981).
Jako Dave Hutchinson opublikował w piąty zbiór opowiadań As the Crow Flies, mieszankę horroru, science fiction i fantasy. Jego pierwsza powieść The Villages z 2001, łączy w sobie elementy fantasy, fantastyki naukowej i zjawiska nadrzyrodzone. w 2009 roku opublikował nowelę The Push, science fiction rozgrywające się w kosmosie, rozważające konsekwencje opracowania napędu nadświetlnego i skolonizowania innych planet przez ludzi. Nowela w 2010 roku została nominowana do BSFA award for short fiction.
Hutchinson był także redaktorem dwóch antologii i współredaktorem trzeciej. Jego opowiadanie "The Incredible Exploding Man" trafiło do pierwszej antologii Solaris Rising i pojawiło się w zbiorze 29th Year’s Best Science Fiction.

## Polska bibliografia

### Krótka forma
- Wspomnienia - Fenix 8/1994[7]
- Rejon Windsoru - Fenix 8/1994[7]
- Sen o lokomotywie  - Fenix 4/1995[8]
- Wyniosłe maszyny - Fenix Antologia 3/2018 wersja elektroniczna[9]

### Powieści
- Europa jesienią (Rebis, 2018)[10]
- Europa o północy (Rebis, 2018)[10]
- Europa w zimie (Rebis, 2019)[11]
- Europa o świcie (Rebis, 2019)[12]

## Nagrody
- Nagroda BSFA dla krótkiej formy - nominacja za The Push w 2010 roku
- Nagroda British Science Fiction Association - Europa jesienią
- Nagroda Locusa - nominacja w 2015 za Europa jesienią[4]
- Nagroda John W. Campbell Memorial Award - nominacja w 2015 za Europa jesienią[4]
- Nagroda im. Arthura C. Clarke’a - nominacja w 2015 za Europa jesienią[4]
- Nagroda im. Johna W. Campbella za powieść - Europa jesienią[13]
- Nagroda BSFA dla najlepszej powieści - za Europa o północy w 2016 roku[14]
- Nagroda Kitschies - nominacja za Europa o północy w 2016 roku[15]
- Nagroda im. Arthura C. Clarke’a - nominacja w 2016 za Europa o północy[13]
- Nagroda John W. Campbell Memorial Award - nominacja w 2016 za Europa o północy[13]